# Szwedzka Federacja Hokeja na Lodzie
Szwedzka Federacja Hokeja na Lodzie (szw. Svenska Ishockeyförbundet) – ogólnokrajowy związek sportowy działający na terenie Szwecji będący reprezentantem szwedzkiego hokeja na lodzie zarówno mężczyzn, jak i kobiet we wszystkich kategoriach wiekowych w kraju i zagranicą.

## Historia
Szwedzka Federacja Hokeja na Lodzie została utworzona w dniu 17 listopada 1922 roku, a przyjęta w poczet członków Międzynarodowej Federacji Hokeja na Lodzie w dniu 23 marca 1912 roku. Pierwszym prezesem był Isaac Westergren. Obecnie urząd prezesa sprawuje Anders Larsson
W federacji zarejestrowanych jest 13 954 zawodników, 5 014 zawodniczek, 41 440 młodzieży i 4 732 sędziów. Na terenie Szwecji rozlokowanych jest 358 lodowisk krytych i 136 lodowisk odkrytych.

## Regiony i dystrykty
Federacja podzielona jest na następujące regiony i dystrykty:
| Region      | Siedziba | Dystrykty             |
| ----------- | -------- | --------------------- |
| Region Syd  | Växjö    | Blekinge              |
| Region Syd  | Växjö    | Bohuslän / Dalsland   |
| Region Syd  | Växjö    | Västra Götaland       |
| Region Syd  | Växjö    | Skania                |
| Region Syd  | Växjö    | Smalandia             |
| Region Syd  | Växjö    | Västergötland         |
| Region Syd  | Växjö    | Östergötland          |
| Region Väst | Karlstad | Dalarna               |
| Region Väst | Karlstad | Gästrikland           |
| Region Väst | Karlstad | Hälsingland           |
| Region Väst | Karlstad | Värmland              |
| Region Väst | Karlstad | Västmanland           |
| Region Väst | Karlstad | Örebro län            |
| Region Öst  | b.d.     | Gotland               |
| Region Öst  | b.d.     | Sztokholm (region)    |
| Region Öst  | b.d.     | Södermanland          |
| Region Öst  | b.d.     | Uppland               |
| Region Norr | b.d.     | Jämtland / Härjedalen |
| Region Norr | b.d.     | Medelpad              |
| Region Norr | b.d.     | Norrbotten            |
| Region Norr | b.d.     | Västerbotten          |
| Region Norr | b.d.     | Ångermanland          |